# 糞箕湖 (宜蘭縣)
糞箕湖，是臺灣宜蘭縣蘇澳鎮的一個傳統地域名稱，位於該鎮北半葉的中部偏北。相較於今日行政區，其範圍大致包括聖湖里北半部、聖愛里東北部。

## 歷史
台灣清治末期，糞箕湖地區為一街庄，稱為「糞箕湖庄」，隸屬於利澤簡堡。該庄東與港口庄、蘇澳庄為鄰，南及西與蕃地為鄰，西北邊為新城庄，北邊為隘丁庄。
1901年（日明治三十四年）11月，該庄隸屬於宜蘭廳，編入第十三區。1905年（明治三十八年）7月，該區改名為「利澤簡區」。1920年（大正九年），該庄改制為「糞箕湖」大字，隸屬於臺北州蘇澳郡蘇澳庄，大字下有「糞箕湖」、「後湖」小字名。1933年，蘇澳庄升格為蘇澳街。
戰後蘇澳街改制為蘇澳鎮，隸屬於臺北縣，大字亦改制為里。1950年10月，北、基、宜分治，蘇澳鎮改隸屬於宜蘭縣。

## 聚落
本地區發展較早的聚落有糞箕湖、後湖、出水口等，在日治期初期的官方地圖上已有記載。

## 交通
台鐵宜蘭線是八堵至蘇澳的鐵路，也是台灣東北部的鐵路幹線；北迴線是蘇澳至花蓮的鐵路，也是台灣東部鐵路的銜接幹線，兩者交會於糞箕湖地區西部部的蘇澳新站。該站屬一等站，停靠部分普悠瑪號、自強號、復興號，大部分莒光號，以及全部的區間快車、區間車。由此向北北西沿宜蘭線接縱貫線可前往台鐵宜蘭縣及台灣西部沿線各站，向南南東轉東南沿宜蘭線鐵路可前往終點站蘇澳車站，向南南東轉南沿北迴線接臺東線可前往花蓮縣、台東縣的台鐵沿線各站。
省道台2戊線（聖愛路）是五結鄉新店至聖湖的幹道，其南側端點位於本地區南部蘇澳國中前省道台9線路口。由此向西北轉北北東再轉北蜿蜒而行，出境後可前往隘丁、馬賽、猴猴、成興、利澤簡並止於其東北部邊界處省道台2線本線路口。
省道台9線（中山路二段～一段）又稱「東部幹線」，是台北經東台灣至屏東楓港的幹道，大致以北北西—南南東走向由本地區西北部邊界北側入境，繞倒S形後轉西偏北—東偏南走向由本地區東部邊界南側離境。由該道路向北北西可前往冬山、羅東、五結西北部、宜蘭、礁溪、頭城西南部、坪林等地，向東偏南經蘇澳市區後轉南可前往南澳、秀林、新城、花蓮等地。

## 學校
- 蘇澳國中
- 蘇澳國小（部分）

## 運動休閒
- 蘇澳運動公園